# Васил Цеманов
Васил (Цильо) Цеманов или Цеман (на гръцки: Βασίλειος Τσεμάνης, Василиос Цеманис) е гръцки революционер, деец на Гръцката въоръжена пропаганда в Македония от началото на XX век.

## Биография
Васил Цеманов е роден в голямото българско село Косинец, тогава в Османската империя. Присъединява се към гръцката пропаганда. Заедно с Андон Терзиовски, Трифон Емануилов, Михаил Кършаков, Иван Гулев, П. Калинов, П. Бичов (Π. Μπίτσος), И. Ружков (Ι. Ρούζκας) е част от гръцкия комитет в Косинец. По време на Иванчовата афера се отличава като предател. Съдружник е на золумджийската фамилия Меровци от Света Неделя. След края на аферата нелегалният ръководител на ВМОРО Васил Чекаларов слиза посред бял ден в Дъмбени и застрелва и съсича Цеманов.
Цеманов е баща на кмета на Костур Сарандис Цеманис.